# Кейзер, Филипп
Филипп Артур Кейзер (англ. Philip Arthur Cayzer, 13 мая 1922,  Сидней, Австралия — 15 июля 2015, там же) — австралийский гребец, бронзовый призёр летних Олимпийских игр в Хельсинки (1952).

## Карьера
Окончил колледж Святого Иосифа по специальности «промышленная химия». С 1947 г. и на протяжении всей своей карьеры выступал за Сиднейский гребной клуб.
Победитель национального чемпионата Австралии в 1949, 1950 и 1951 гг. После победы в составе команды Нового Южного Уэльса в 1949 г. на Королевском, его «восьмерка» была отобрана представлять Австралию на Играх Британского Содружества на озере Карапиро в Новой Зеландии (1950), где одержала победу. Также выиграл титулы в 1951 г. на Кентерберийский играх Столетия (Canterbury Centennnial Games) и на чемпионате Новой Зеландии.
На Королевской регате Хенли (1932) гребцы Нового Южного Уэльса заняли второе место, а на летних Олимпийских играх в Хельсинки в том же году сборная Австралии, сформированная на базе той же команды стала бронзовым призёром.
После завершения гребной карьеры перешёл на тренерскую работу. Работал старшим тренером в Сиднейском гребном клубе. Готовил австралийскую «четверку» к летним Играм в Токио (1964) и участвовал в подготовке академической «восьмерки» к летней Олимпиаде в Мехико (1968). Он тренировал команду как в Австралии, так и в Мексике. [2]
В 1970-е гг. работал старшим специалистом в Мельбурнском гребном торговом клубе. Вернулся в Сидней в 1980-е гг. и продолжал тренерскую работу вплоть до начала 2000-х гг. Ставшие традиционными соревнования  между спортсменами Мельбурнского торгового и Сиднейского гребного клубов получили название Кубка Кейзера.

## Награды и звания
Награждён медалью Ордена Австралии (1992) за вклад в развитие национальной гребли.